# 油袋
油袋（ゆたい）は、愛媛県南宇和郡愛南町にある地名。宇和海に面した漁村。郵便番号は768-3706。真珠母貝養殖の盛んな漁業集落。

## 地理

### 位置・地形
愛媛県南宇和郡愛南町の北部、由良半島の中央部の南側に位置し、南方向に開かれた内海湾に面する。愛南町の中でも最北部に位置する。国道56号から半島の付け根で分岐し由良半島南部・旧内海村の集落を結ぶ愛媛県道292号網代鳥越線から少し海岸に降りた入江にいくつかの集落があり、真珠作業場が建ち並んでいる。背後の山地は森林で覆われ、耕地は乏しい。東は家串に、西は魚神山と接し、北は稜線が元の北宇和郡と南宇和郡の郡境であり宇和島市（旧津島町地域）に接する。

## 社会
典型的な漁村であり、主な産業は真珠母貝やハマチ類を中心とした海面養殖業。遊漁船業者のほか海の幸を活かした飲食業者も存する。

## 交通
- 鉄道は通っていない。最寄りは宇和島駅。
- 道路　愛媛県道292号網代鳥越線。油袋から東の半島の付け根側はほぼ海岸線に沿って走っているが、油袋からは海岸線の集落を離れ、半島の稜線に登っていく形となっている。
- バス　県道を半島付け根まで戻り鳥越トンネルまで出ると宇和島・城辺バスセンターへのバス停留所がある

## 施設
- 油袋漁民センター
- 児童公園